# Gonzalo Jara
Gonzalo Alejandro Jara Reyes (pronunție în spaniolă [ɡonˈsalo ˈxaɾa]; n. 29 august 1985) este un fotbalist chilean care evoluează pentru Universidad di Chile, în Chilean Primera División.

## Titluri
| Sezon         | Club      | Titlu                     |
| ------------- | --------- | ------------------------- |
| Apertura 2007 | Colo-Colo | Primera División de Chile |
| Clausura 2007 | Colo-Colo | Primera División de Chile |
| Clausura 2008 | Colo-Colo | Primera División de Chile |
| Clausura 2009 | Colo-Colo | Primera División de Chile |

## Legături externe
- Gonzalo Jara la Soccerbase
- Jara.html Gonzalo Jara pe site-ul National-Football-Teams.com